# 욘 달 토마손
욘 달 토마손(덴마크어: Jon Dahl Tomasson, 1976년 8월 29일 ~ )은 덴마크의 은퇴한 축구 선수이자 현직 축구 지도자로 현재 스웨덴 국가대표팀 감독을 맡고 있으며 덴마크 축구 대표팀 역대 국제 A매치 최다 득점 기록을 보유 중인 덴마크의 간판 골게터였다.

## 어린 시절
1976년 8월 29일 덴마크의 수도 코펜하겐에서 태어나 1985년 당시 덴마크 3부 리그 소속팀인 코이에 BK의 산하 유스팀에 입단하며 본격적으로 축구계에 뛰어들었다.

## 선수 시절

### 클럽
7년동안 유스팀에서 활동하다가 1992년 코이에 BK 성인팀 입단을 통해 프로에 입문한 뒤 1993-94 시즌까지 공식전 55경기 37골의 폭발적인 득점력으로 팀을 2년만에 1부 리그로 승격시키는 괴력을 발휘하며 자국 내에서도 뜨거운 관심을 불러일으켰다.
그리고 1994-95 시즌을 앞두고 네덜란드 에레디비시의 SC 헤이렌베인으로 이적한 이후에도 3시즌동안 공식전 87경기 44골을 터뜨리며 1994-95 시즌 KNVB 베커르 4강, 1996-97 시즌 KNVB 베커르 준우승 등에 기여했고 특히 1995-96 시즌과 1996-97 시즌에서는 공식전에서만 무려 38골을 몰아치며 1996-97 시즌 에레디비시 올해의 선수에도 선정되는 영예를 안았다.
그 후 1997-98 시즌에는 잉글랜드 프리미어리그의 뉴캐슬 유나이티드 소속으로 활동하는 동안 공식전 35경기에 출전하며 그 해 잉글랜드 FA컵 준우승에 일조하긴 했지만 잉글랜드 무대 적응에 어려움을 겪으며 골가뭄에 시달렸고 결국 단 4골에 그치며 1997-98 시즌이 끝난 후 뉴캐슬에서 방출당했다.
뉴캐슬에서 방출된 뒤 1998-99 시즌을 앞두고 페예노르트 로테르담 이적을 통해 네덜란드 무대로 복귀하여 2001-02 시즌까지 4시즌동안 공식전 152경기 70골을 터뜨리는 맹활약으로 1998-99 시즌 에레디비시 우승과 KNVB 베커르 4강, 1999년 요한 크라위프 스할 우승, 1999-2000 시즌과 2001-02 시즌 에레디비시 3위, 2000-01 시즌 에레디비시 준우승, 2000-01년 UEFA 유로파리그(당시 UEFA컵) 우승 등에 기여하며 완벽히 부활하는 모습을 보여주었다.
이후 2002-03 시즌부터 2004-05 시즌까지 이탈리아 세리에 A의 AC 밀란에 몸 담는 동안 주로 슈퍼서브 역할을 도맡아 공식전 114경기 35골을 터뜨렸고 이 기간동안 세리에 A 2002-03 3위, 2002-03 시즌 더블 달성(코파 이탈리아 2002-03 우승, 2002-03년 UEFA 챔피언스리그 우승), 2003년 UEFA 슈퍼컵 우승, 2003년 인터콘티넨털컵 준우승, 세리에 A 2003-04 우승, 코파 이탈리아 2003-04 4강, 세리에 A 2004-05 준우승, 수페르코파 이탈리아나 2004 우승, 2004-05년 UEFA 챔피언스리그 준우승 등에 일조했다.
그 후 2005-06 시즌부터 2006-07 시즌 초반까지 독일 분데스리가의 VfB 슈투트가르트에서 활동했지만 조반니 트라파토니 감독과의 불화 등으로 인해 43경기 12골의 다소 아쉬운 성적을 남겼고 특히 2006-07 시즌 초반 스페인 라리가의 비야레알 CF로 이적해서도 완전 이적을 확정지은 2007-08 시즌까지 공식전 48경기 12골에 머물렀다.
물론 코파 델 레이 2007-08 시즌에서 준우승을 경험했고 2007-08년 UEFA 유로파리그에서는 8경기 5골로 나름 준수한 활약을 펼치긴 했지만 4시즌동안 거의 이렇다할 성과 없는 실망스러운 모습을 보이고 말았다.
그리고 2008-09 시즌을 앞두고 한 때 전성기를 구가했던 친정팀인 페예노르트 로테르담으로 복귀하여 2시즌동안 공식전 44경기 22골을 터뜨리며 2009-10 시즌 KNVB 베커르 준우승에 기여했으며 2010-11 시즌을 끝으로 공식전 578경기 236골의 화려한 성적을 남겼으나 선수 생활 말년에는 비교적 쓸쓸함만을 남긴 채 20년간의 프로 선수 생활을 마감했다.

## 수상 경력

### 클럽
페예노르트
- 에레디비시: 1998-99
- 요한 크라위프 스할: 1998-99
- UEFA컵: 2001-02

AC 밀란
- 세리에 A: 2003-04
- 코파 이탈리아: 2002-03
- 수페르코파 이탈리아나: 2003-04
- UEFA 챔피언스리그: 2002-03

VfB 슈투트가르트
- 푸스발-분데스리가: 2006-07

### 개인
- 덴마크 2부 디비전 득점왕: 1994
- FIFA 월드컵 브론즈 부트: 2002
- 덴마크 올해의 선수: 2002, 2004

## 같이 보기
- A매치 100경기 이상 출전한 축구 선수 명단